# Boophone
Boophone, rod od dvije vrste afričkog bilja raširenog od Sudana na jug do Južnoafričke Republike. Obje vrste su lukovičasti geofiti smješteni u vlastiti podtribus Boophoninae.
Tipična vrsta je B. disticha, opisana prvi puta 1782. od Linnaeusa kao Amaryllis disticha. Primjerak je sakupio 1781. švedski botaničar Carl Peter Thunberg
Obje vrste su otrovne.,

## Vrste
- Boophone disticha (L.f.) Herb.
- Boophone haemanthoides F.M.Leight.